# Piotr Mazelon
Piotr Mazelon, ps. „Klucz”, „Maj” (ur. 31 stycznia 1907 w Bykowinie, zm. 20 września 1984) – polski górnik i polityk komunistyczny, poseł na Sejm PRL V i VI kadencji.

## Życiorys
Syn Wojciecha i Augustyny. Uzyskał wykształcenie zasadnicze zawodowe. W 1921 został górnikiem w kopalni „Pokój” w Rudzie Śląskiej, a potem pracował w kopalni „Polska” w Świętochłowicach. W 1926 zwolniono go z pracy po strajku górniczym, a w 1927 podjął pracę w Fabryce Maszyn w Świętochłowicach.
W latach 1925–1933 należał do Komunistycznego Związku Młodzieży Polski, a od 1936 do 1938 do Komunistycznej Partii Polski. Od 1929 kilkakrotnie aresztowano go za działalność komunistyczną, w wyniku czego do wybuchu wojny zatrudniany był jedynie dorywczo w przedsiębiorstwach budowlanych.
Podczas okupacji pracował do 1943 w Hucie „Florian” w Świętochłowicach, po czym jako Ślązak został przymusowo wcielony do Wehrmachtu. Po dezercji z niej przedostał się do Polskich Sił Zbrojnych na froncie zachodnim.
W 1946 powrócił do Polski i przystąpił do Polskiej Partii Robotniczej, podejmując pracę w aparacie partyjnym – jako instruktor, kierownik Wydziału Organizacyjnego oraz II sekretarz Komitetu Powiatowego w Katowicach. Po zjednoczeniu PPR z Polską Partią Socjalistyczną w 1948 pełnił funkcję I sekretarza Komitetu Powiatowego Polskiej Zjednoczonej Partii Robotniczej w Tarnowskich Górach (1949–1950). Następnie był I sekretarzem Komitetu Miejskiego partii w Chorzowie (1950–1953), I sekretarzem KM w Katowicach (1953–1954), sekretarzem Komitetu Wojewódzkiego PZPR w Katowicach (1954–1957) oraz przewodniczącym Wojewódzkiej Komisji Kontroli Partyjnej w Katowicach (1957–1969). W 1969 i 1972 uzyskiwał mandat posła na Sejm PRL w okręgu Katowice. Przez dwie kadencje zasiadał w Komisji Kultury i Sztuki oraz w Komisji Pracy i Spraw Socjalnych.

## Odznaczenia
Posiadał m.in. następujące odznaczenia państwowe:
- Krzyż Komandorski z Gwiazdą Orderu Odrodzenia Polski
- Order Sztandaru Pracy I klasy
- Order Sztandaru Pracy II klasy
- Medal 30-lecia Polski Ludowej
- Medal 40-lecia Polski Ludowej